# Înălțimile Vizovice
Înălțimile (Colinele) Vizovice (în original, în cehă, Vizovická vrchovina) este o unitate geomorfologică din Moravia estică, parte a regiunii geomorfologice mai mari a Carpaților din regiunea munților de mai joasă înălțime a Carpaților slovaco-moravieni. Cele mai înalte vârfuri ale grupului sunt Klášťov (cu 753 m altitudine), Spletený vrch (cu 565 m altitudine) și Rýsov (cu 542 m altitudine). Zona corespunde reliefului zonelor joase, dealurilor și colinelor.

## Descriere
Înălțimile Vizovice aparțin bazinului hidrografic al râului Morava, ale cărui principali afluenți sunt Dřevnice and Olšava. Se învecinează cu Carpații Albi și cu Înălțimile Hostýnské și cu Colinele Vsetín. Pădurile sunt mixte, având ca specii cele mai reprezentative stejarul, fagul și molidul.
Administrativ, întreaga zonă aparține regiunii Zlín.